# КК Барселона
КК Барселона (шп. FC Barcelona Bàsquet) шпански је кошаркашки клуб из Барселоне. Део је велике спортске породице са седиштем у истоименом граду. Вишеструки је освајач шпанског првенства и купа.

## Историја
Клуб је најпре наступао у Campionat de Catalunya de Basquetbol (Каталонска кошаркашка лига). Током раних година, кошарком у Каталонији владали су клубови попут CE Europe, Laiete BC, CB Atlètic Gràcie и Société Patrie, а тај период је трајао све до почетка 1940-их када Барселона постаје самостални кошаркашки клуб. Током те деценије клуб је освојио 6 титула Copas del Generalissimo (Шпански куп). Године 1956. постају чланови шпанске лиге, а 1959. освајају прву дуплу круну (шпанско првенство и куп).
Између 1960-их и 1970-их клуб је падао у просечност, а 1961. је распуштен. Међутим, већ 1962. клуб је поново обновљен од стране навијача. Године 1964. Primera División смањила је број екипа са 14 на осам, а клуб се нашао у Segunda División. Међутим убрзо су се вратили у прволигашко друштво освајањем Segunde 1965. године.
1980-их година, тадашњи председник клуба Хосеп Луис Нуњез дао је пуну подршку у стварању најјачег шпанског кошаркашког клуба. Његовом подршком, клуб је са харизматичним тренером Аитом Гарсијом Ренесесом и играчима попут Сан Епифанија, Хименеза и осталих, освојио шест титула шпанског првака, пет купова краља, два Купа победника купова и један Куп Радивоја Кораћа. Међутим, нису успели да освоје Европски куп али су 1984. били финалисти тог такмичења.
Клуб је током 1990-их година исто тако био успешан. Освојио је четири титуле шпанског првака и два Купа Краља. Клуб и даље није успео да освоји Евролигу, упркос томе што је чак четири пута (1990, 1991, 1996. и 1997.) стигао до финала. Њихово стрпљење се на крају исплатило, када је тим предвођен Бодирогом, Јасикевичијусом и Наваром освојио Евролигу 2003, победивши у финалу Бенетон са 76:65.

## Трофеји
- Првенство Шпаније (20):
  - 1958/59, 1980/81, 1982/83, 1986/87, 1987/88, 1988/89, 1989/90, 1994/95, 1995/96, 1996/97, 1998/99, 2000/01, 2002/03, 2003/04, 2008/09, 2010/11, 2011/12, 2013/14, 2020/21, 2022/23.
- Куп Шпаније (27):
  - 1943, 1945, 1946, 1947, 1949, 1950, 1959, 1978, 1979, 1980, 1981, 1982, 1983, 1987, 1988, 1991, 1994, 2001, 2003, 2007, 2010, 2011, 2013, 2018, 2019, 2021, 2022.
- Суперкуп Шпаније (6):
  - 1987, 2004, 2009, 2010, 2011, 2015.
- Евролига (2):
  - 2002/03, 2009/10.
- Трипла круна (1):
  - 2003
- Куп победника купова (2):
  - 1985, 1986.
- Куп Радивоја Кораћа (2):
  - 1987, 1999.
- Суперкуп Европе (1):
  - 1987.
- Интерконтинентални куп (1):
  - 1985.
- Каталонска кошаркашка лига (14):
  - 1981, 1982, 1983, 1984, 1985, 1986, 1990, 1994, 1996, 2001, 2002, 2005, 2009, 2010.
- Куп Каталоније (6):
  - 1942, 1943, 1945, 1946, 1947, 1948.
- Куп принца од Астурије (1):
  - 1989.

## Учинак у претходним сезонама
| Сез.     | Првенство Шпаније | Куп Шпаније  | Европско такмичење      | Европско такмичење |
| -------- | ----------------- | ------------ | ----------------------- | ------------------ |
| 2000/01. | Првак             | Победник     | Евролига — Топ 16       |                    |
| 2001/02. | Полуфинале ПО     | Финалиста    | Евролига — Топ 16       |                    |
| 2002/03. | Првак             | Победник     | Евролига — Победник     |                    |
| 2003/04. | Првак             | Четвртфинале | Евролига — Топ 16       |                    |
| 2004/05. | Четвртфинале ПО   | Четвртфинале | Евролига — Топ 16       |                    |
| 2005/06. | Полуфинале ПО     | Четвртфинале | Евролига — 4. место     |                    |
| 2006/07. | Вицепрвак         | Победник     | Евролига — Четвртфинале |                    |
| 2007/08. | Вицепрвак         | Четвртфинале | Евролига — Четвртфинале |                    |
| 2008/09. | Првак             | Полуфинале   | Евролига — 3. место     |                    |
| 2009/10. | Вицепрвак         | Победник     | Евролига — Победник     |                    |
| 2010/11. | Првак             | Победник     | Евролига — Четвртфинале |                    |
| 2011/12. | Првак             | Финалиста    | Евролига — 3. место     |                    |
| 2012/13. | Вицепрвак         | Победник     | Евролига — 4. место     |                    |
| 2013/14. | Првак             | Финалиста    | Евролига — 3. место     |                    |
| 2014/15. | Вицепрвак         | Финалиста    | Евролига — Четвртфинале |                    |
| 2015/16. | Вицепрвак         | Четвртфинале | Евролига — Четвртфинале |                    |
| 2016/17. | Четвртфинале ПО   | Полуфинале   | Евролига — 11. место    |                    |
| 2017/18. | Полуфинале ПО     | Победник     | Евролига — 13. место    |                    |
| 2018/19. | Вицепрвак         | Победник     | Евролига — Четвртфинале |                    |
| 2019/20. | Вицепрвак         | Четвртфинале | Евролига (прекинуто)    |                    |
| 2020/21. | Првак             | Победник     | Евролига — Финалиста    |                    |
| 2021/22. | Вицепрвак         | Победник     | Евролига — 3. место     |                    |
| 2022/23. | Првак             | Четвртфинале | Евролига — 4. место     |                    |
| 2023/24. | Полуфинале ПО     | Финалиста    | Евролига — Четвртфинале |                    |
| 2024/25. | —                 | Четвртфинале | Евролига                |                    |

## Познатији играчи
- Пау Гасол
- Марк Гасол
- Рожер Гримау
- Рики Рубио
- Виктор Сада
- Хуан Антонио Сан Епифанио
- Роберто Дуењас
- Родриго де ла Фуенте
- Фран Васкез
- Хуан Игнасио Санчез
- Шарунас Јасикевичијус
- Артурас Карнишовас
- Андерсон Варежао
- Дејан Бодирога
- Милош Вујанић
- Зоран Савић
- Александар Ђорђевић
- Милан Гуровић
- Коста Перовић
- Јака Лакович
- Ерсан Иљасова
- Марио Касун
- Анте Томић
- Роко Укић
- Андрија Жижић
- Нихад Ђедовић
- Ђанлука Базиле
- Грегор Фучка
- Денис Марконато
- Дејвид Андерсен
- Нејтан Џавај
- Џо Инглс
- Владо Илијевски
- Лукас Маврокефалидис
- Бонифејс Н'донг
- Бутси Торнтон
- Чак Ејдсон
- Алан Андерсон
- Пит Микел

## Познатији тренери
- Ранко Жеравица
- Божидар Маљковић
- Светислав Пешић
- Душко Ивановић
- Ћави Пасквал

## Мечеви против НБА тимова
| 20. 10. 1989. |  | КК Барселона | 103 : 137 | Денвер Нагетси | Палалотоматика, Рим |  |

| 10. 10. 2003. |  | КК Барселона | 80 : 91 | Мемфис Гризлиси | Дворана Сант Ђорди, Барселона |  |

| 5. 10. 2006. | извештај | КК Барселона | 104 : 99 | Филаделфија Севентисиксерси | Дворана Сант Ђорди, Барселона |  |

| 18. 10. 2008. | извештај | КК Барселона | 104 : 108 | Лос Анђелес Лејкерси | Стејплс центар, Лос Анђелес, Калифорнија |  |

| 19. 10. 2008. | извештај | КК Барселона | 109 : 114 | Лос Анђелес Клиперси | Стејплс центар, Лос Анђелес, Калифорнија |  |

| 7. 10. 2010. | извештај | КК Барселона | 92 : 88 | Лос Анђелес Лејкерси | Дворана Сант Ђорди, Барселона |  |

| 9. 10. 2012. | извештај | КК Барселона | 99 : 85 | Далас Маверикси | Дворана Сант Ђорди, Барселона |  |